# 棗拠
棗拠（棗據、そう きょ、生没年不詳）は、中国の晋代の文人・官僚。字は道彦。本貫は潁川郡長社県。

## 経歴
魏の鉅鹿太守の棗叔禕の子として生まれた。容貌が美しく、文辞を得意とした。弱冠にして大将軍府に召し出され、山陽県令として出向して、統治の成績を挙げた。尚書郎となり、尚書右丞に転じた。賈充が呉を討つにあたって、棗拠はその下で従事中郎となった。凱旋すると、黄門侍郎・冀州刺史・太子中庶子に転じた。太康年間に死去した。享年は50余歳。生前に著した詩・賦・論45首は、戦乱のために多くが亡失した。

## 子女
- 棗腆（字は玄方、永嘉年間に襄城郡太守）
- 棗嵩（字は台産、太子中庶子・散騎常侍、石勒に殺された）

## 伝記資料
- 『晋書』巻92 列伝第62